# Club Social Diablos Rojos
El Club Social Diablos Rojos es un club de fútbol peruano de la ciudad de Huancavelica, en el departamento homónimo. Fue fundado en 1968 y participa en la Copa Perú.
Fue el primer equipo huancavelicano en llegar a la etapa final de este torneo en la edición 1995.

## Historia
El Club Social Deportivo Diablos Rojos fue fundado el 14 de julio de 1968 en el barrio de Santa Ana de la ciudad de Huancavelica. Su primer presidente fue Efraín Sosa Vera.
Llegó a la Etapa Regional de la Copa Perú 1984 donde logró la clasificación a la semifinal nacional pero no pudo llegar a la Finalísima tras quedar eliminado por Universitario de Tacna y Deportivo Educación de Abancay.
En la Copa Perú 1995 superó en la Etapa Regional a Municipal de El Tambo, Juan Bielovucic de Huánuco y Deportivo Berna de Oxapampa para clasificar a la Finalísima del torneo. Inició esa etapa con un empate 2-2 con el favorito Deportivo Marsa pero luego perdió los partidos siguientes y acabó el hexagonal en el último lugar.
Llegó nuevamente a una Etapa Regional en la Copa Perú 2003. Formó parte de la Región VI donde acabó en último lugar detrás de Deportivo Educación de Abancay y Juventud Gloria. En la Copa Perú 2009 llegó una vez más a la Regional donde integró el grupo A de la Región VI y fue eliminado por Froebel Deportes.
En 2017 logró el título de la etapa provincial de Huancavelica luego de vencer por 2-1 a Unión Deportivo Ascensión. Luego clasificó a la Etapa Nacional tras eliminar en la semifinal departamental a Ccaracocha FC de Pilpichaca -  Huaytará y logró el título departamental luego de derrotar en la final por 5-0 a FC Huayrapata de Lircay - Angaraes.
Ya en la etapa Nacional de la Copa Perú 2017 logró un octavo lugar en la tabla única de 50 equipos, lo que le dio pase directo a octavos de final donde jugó contra el equipo de Las Palmas de Cajamarca con que caería derrotado con un marcador global de 5 - 0.
En la Copa Perú 2023 llegó hasta la Etapa Nacional donde, tras superar a Alianza Pisco en dieciseisavos de final, fue eliminado por Defensor Porvenir en octavos de final. 
En 2024 empezó su participación en la Etapa Provincial donde llegó hasta la liguilla final siendo eliminado al terminar en tercer lugar detrás de Unión Deportivo Ascensión y Unión Deportivo Calvario.

## Uniforme
- Uniforme titular: Camiseta roja, pantalón rojo, medias rojas.

## Estadio
El Estadio IPD de Huancavelica tiene capacidad para 2.500 espectadores aproximadamente y su propietario es el Instituto Peruano del Deporte.

## Rivalidades
El club tiene como rival principal al Unión Deportivo Ascensión, equipo con quien disputa el Clásico huancavelicano. Anteriormente se enfrentaban en la Liga de Huancavelica pero con la creación de la Liga Distrital de Ascensión se enfrentan en la Etapa Provincial de Huancavelica.

## Palmarés

### Torneos regionales
| Competición regional                     | Títulos                                               | Subcampeonatos    |
| ---------------------------------------- | ----------------------------------------------------- | ----------------- |
| Liga Departamental de Huancavelica (7/1) | 1981, 1983, 1984, 1995, 2003, 2009, 2017.             | 2023.             |
| Liga Provincial de Huancavelica (8/1)    | 1981, 1983, 1984, 1995, 2003, 2009, 2017, 2025.       | 2023.             |
| Liga Distrital de Huancavelica (9/3)     | 1975, 1978, 1981, 1995, 2003, 2010, 2011, 2017, 2023. | 2009, 2012, 2025. |